# Lago Trübten
O Lago Trübten (em alemão:  Trübtensee) é um lago artificial localizado no município de Guttannen, Oberland Bernês, na Suíça. Área do reservatório de é 0,1 km². A barragem que deu forma a este lago foi concluída em 1950 e possui um volume de 1,1 m³.